# Abu-L Hasan Qutb Shah
Abu-L Hasan Qutb Shah fut le 8e et dernier sultan indo-musulman de Golconde (de 1672 à 1687) de la dynastie des Qutb Shahi.  Mécène et ami des arts, il favorisa les peintres et les écrivains et se montra tolérant dans le domaine religieux. Vaincu en 1687 par Aurangzeb, il mourut en captivité.